# Syrphus hualasae
Syrphus hualasae är en tvåvingeart som beskrevs av Mutin 1999. Syrphus hualasae ingår i släktet solblomflugor, och familjen blomflugor. Inga underarter finns listade i Catalogue of Life.